# Pélissanne
Pélissanne è un comune francese di 9 623 abitanti situato nel dipartimento delle Bocche del Rodano della regione della Provenza-Alpi-Costa Azzurra.

## Storia
Fin da l'antichità, Pélissanne è un punto d'incrocio.
I scavi archeologici intorno alla cappella St. Laurent, cominciati all'inizio degli anni 1970, hanno scoperto molte vestigia del periodo neolitico. Altre vestigia sono anche conosciute: una villa gallica-romana del primo secolo a.C., e le fondazioni di une chiesa del quinto secolo (e la sua necropoli). La città diventa francese quando la Provenza è anettata per Luigi XI. La costruzione del Canale di Craponne favorisce l'agricoltura. La città si trasforma. Poco a poco, la vecchia città diventa un quartiere residenziale, con molti alberghi. Dopo la Rivoluzione, l'artigianato si sviluppa.
Il grande terremoto di 1909 danneggia seriamente il paese.

## Società

### Evoluzione demografica
Abitanti censiti

## Cultura, patrimonio e sport
Football: 1 terreno.
Tennis: 4 campo da tennis.
Uno skatepark, un bocciodromo, un terreno di pallacanestro, e due sale.
Un club per la terza età.
Un grande mercato è organizzato la domenica.
Un sfilato di carri fioriti si svolge ogni anni.
Pierre Bottero abitava a Pélissanne fino a la sua morte in 2009, (il fiume "la Loutoubre" della mappamonda di Gwendalavir è un'allusione al fiume "la Touloubre" che esista veramente, a Pélissanne).

Jo Gorlet, che era un attore, risiedeva a Pélissanne.

Costanzo W.Figlinesi, un pittore italiano, morì a Pélissanne.

Louis Jacques Mandé Daguerre fece la prima fotografia publica sul campanile di Pélissanne.

Jean-Loup Chrétien, primo astronauta francese, abitava a Pélissanne di 1970 a 1977.

## Monumenti e luoghi d'interesse
- Centro della città, fortificato
- La torre civica
- La Fontaine du Pélican (Fontana del pellicano), famosa a Pélissanne, e costruita in 1770
- Il "Lavoir des Passadouïres" (Lavatoio dei Passadouïres)
- Il Mulino a olio des Costes
- Il Canale di Craponne
- Le rovine del Castello de la Penne
- Le vie romane e pre-romane
- Una pietra miliara
- Una chiesa dorica
- Due cappelle
- Tre zone verdi (due parchi, le rive della Touloubre)

## Amministrazione

### Gemellaggi
Milies